# HIPPY
HIPPY（ヒッピー、1980年8月8日 - ）は、日本の男性シンガーソングライター。広島県広島市安佐南区出身。2019・2023ひろしまフラワーフェスティバルのリリーステージ開催「JIMBEAM SUMMER FES in 広島」のJIM BEAMアンバサダー。 
メジャーデビュー後は歌手活動以外に、テレビドラマや舞台、CM出演、司会（MC）、ナレーターなどとしても広島市を拠点に活動している。

## 来歴
7歳の頃からピアノを9年間習っていた。同時に幼少時より根っからの野球少年でもあり、甲子園を目指すが、崇徳高校に入学してすぐ怪我で野球を断念し野球部を1年の終わりの頃に退部。その後、同校のグリークラブ(男声合唱部)に入部、後に全国大会に進んだこともある。
大学時代の1999年7月、maegashiraを結成しボーカルを務める。以降、広島市を拠点に活動していたが、2011年8月、ライブツアー「僕らの明るい解散計画 FINAL 3DAYS LIVE 2011」最終日の広島クラブクアトロをもってmaegashira解散。
2011年9月、HIPPYとしてソロに転向しライブ活動開始。
2013年4月15日より、事務所ランページに所属。
2015年、クラウンレコード（CROWN VenuS）よりメジャーデビュー。同年4月15日、ミニアルバム『I’m HIPPY』をリリースしメジャーデビューし、同29日にはmaegashiraの解散ライブをした場所である広島クラブクアトロでソロ初となるワンマンライブを開催。
2015年12月9日、1stフルアルバム『HIPPY DO IT !!』をリリース。
2016年8月24日、ミニアルバム『幸カロリー 〜意識の高いデブ〜』をリリース。
2017年3月29日、2ndフルアルバム『HomeBase 〜ありがとう〜』をリリース。収録された「君に捧げる応援歌」は多くのプロ野球チーム選手の登場曲に使用されており、2020年度プロ野球選手の登場曲タイトル別ランキングでは1位を獲得した。YouTubeの本人公式アカウントではMVが1000万回再生、TikTokで1億回再生を超えるなど、心に響く応援ソングとしてSNSを中心に広がりを見せており、本人の代表曲にもなっている。
2017年7月、冨恵洋次郎から「原爆の語り部 被爆体験者の証言の会」を引き継いで毎月6日に開催している。
2022年4月23日、メジャーデビュー7周年を記念して初のホールワンマンライブ「ヒーローアイランド計画7～DEKIRU～」を東広島芸術文化ホールくららで開催。同年7月17日には東京キネマ倶楽部でもワンマンライブを開催した。
2023年は横浜DeNAベイスターズ、WBC日本代表の牧秀悟の登場曲『We Can Make it』を自身初の書き下ろしで提供した。その縁で同年11月25日の『横浜DeNAベイスターズ ファンフェスティバル2023』のゲストとしてハーフタイムショーで同曲を披露。また同年3月6日、TBS『ラヴィット!』に出演し、「君に捧げる応援歌」を生歌唱。近年では、応援ソングとして若年層からの支持を多く集めている。
2023年8月9日にリリースした6年ぶりのアルバム『夜明け-Be Alive-』はオリコンデイリーチャート3位、日本レコード協会ストリーミング ゴールド認定を獲得。
2023年11月12日 - 島谷ひとみと共に発起人となり、音楽で平和を発信するイベント「PEACE STOCK 78'」を初開催。広島マリーナホップに、約1万人の来場者を集めた。
2024年5月9日 - 「PEACE STOCK 79'」として長崎での開催を発表。6月29日、長崎・ハウステンボス特設会場にて開催された。続いて東京・広島・沖縄での開催も発表された。しかし7月31日、広島の開催を9月22日に予定していたが、円安･物価資材の高騰及びコロナ明けの全国的なフェスティバルの再開による資材不足を受け、『PEACESTOCK80' HIROSHIMA2025』として開催延期することを決定。さらには8月17日･18日に開催予定であった東京公演も台風7号の影響により開催を中止すると8月14日に発表された。

## 人物
- 以前はイシカワヒロキ名義で活動していた。
- アーティスト名「HIPPY」は大学時代の仲間の女子からつけられたあだ名が由来[3]。
- 自身が被爆3世であることから[19]、地元広島の被爆伝承事業に取り組んでおり、「原爆の語り部 被爆体験者の証言の会」を毎月6日に広島の繁華街のバーで開催している。

## ディスコグラフィ
(HIPPY名義)
| 発売日        | 形態                            | タイトル                      | 収録曲 | 品番                                              | レーベル     |
| ------------- | ------------------------------- | ----------------------------- | --- | ------------------------------------------------- | ------------ |
| 2014年        | 会場限定版CD (数量限定リリース) | RAINBOW                       | 1. RAINBOW 2. I’ll be there 3. スーパーオリジナル |                                                   |              |
| 2014年5月21日 | デジタルリリース版              | RAINBOW                       | 1. RAINBOW (RAINBOW ティザームービー) 2. I'll be there 3. スーパーオリジナル 4. RAINBOW (remix) 【アイチューン版限定曲】 |                                                   |              |
| 2015年4月15日 | ミニアルバム (メジャーデビュー) | I’m HIPPY                     | CD 1. RAINBOW 2. 君を想う日々の中で feat. TEE 3. ジョークまじりの I LOVE U 4. ヒーローアイランド 5. スーパーオリジナル 6. I’ll be there 7. On The Road DVD（Type-Aのみ） 1. RAINBOW(MUSIC CLIP) 2. HIPPY オリジナル映像「ひぴ動」 | Type-A（CD+DVD）CRCP-40402 Type-B（CD）CRCP-40403 | 日本クラウン |
| 2015年12月9日 | 1stフルアルバム                 | HIPPY DO IT！！               | CD 1. Baby Love 〜愛してる〜 2. NICE TO MEET YOU feat. TEE 3. 大丈夫さ 4. Last Love 5. チェンジ! 6. NEW WORLD 7. ナイス☆でぶ 8. RAINBOW 9. 君の笑顔 10. 君が好きなのに･･･ 11. Everything in my life DVD（Type-Aのみ） 1. Last Love（Music Clip） 2. ナイス☆でぶ（Music Clip） 3. 「ひぴ動」SP 〜HIPPY DO EAT!!〜 | Type-A（CD+DVD）CRCP-40437 Type-B（CD）CRCP-40438 | 日本クラウン |
| 2016年8月24日 | ミニアルバム                    | 幸カロリー 〜意識の高いデブ〜 | 1. Boo be Ambitious! 〜intro〜 2. 意識の高いデブ 3. YOUR SONG 4. 泣き虫Good Day 笑ってGood Night 5. ハッピーバースデー大作戦 6. 僕が一番欲しかったもの 7. I am HAPPY 8. グッバイハロー | CRCP-40472                                        | 日本クラウン |
| 2017年3月29日 | 2ndフルアルバム                 | HomeBase 〜ありがとう〜       | CD 1. 花言葉 2. ひろいしま feat. 財部亮治, ABTVnetwork 3. きんさいや / TEE & HIPPY 4. 君に捧げる応援歌 5. かあさんへ 6. 泣き虫Good Day 笑ってGood Night 7. さよならマリンブルー 8. ポップンラブリー 9. HITSUJI 10. 意識の高いデブ 11. 今夜も君を 12. ウィルキンソン DVD 1. きんさいや / TEE & HIPPY（Music Clip） 2. 泣き虫Good Day 笑ってGood Night（Music Clip） 3. 意識の高いデブ（Music Clip） 4. NICE TO MEET YOU feat. TEE（Music Clip） 5. 君を想う日々の中で feat. TEE（Music Clip | CRCP-40502                                        | 日本クラウン |
| 2023年8月9日  | 3rdフルアルバム                 | 夜明け -Be Alive-             | 1. YOAKE 2. 意気揚々 3. 君に捧げる応援歌～YELL FOR YOU～ 4. We Can Make It 5. きっと神様は進めと言うだろう 6. いまキミ愛してる feat.山猿 7. dear DREAMER(with TEE) 8. カケヌケロ(with TEE) 9. D can’t stop it feat.KAYLLY 10. 日々のハーモニー 11. 四季彩-SHIKISAI- 12. 夢へのドレスコード 13. かあさんへ - 長生きしてね -（初回限定盤のみ） 14. 大丈夫さ - 勇気をくれたお前へ -（初回限定盤のみ） 15. ジョークまじりのI LOVE U - まだ言えない -（初回限定盤のみ）                         | FMCD-046 FMCD-047                                 | FROG MUSIC   |

デジタル配信シングル
| 発売日         | タイトル                          | レーベル          | 収録アルバム      |
| -------------- | --------------------------------- | ----------------- | ----------------- |
| 2020年6月24日  | 四季彩-SHIKISAI-                  | FROG MUSIC        | 夜明け -Be Alive- |
| 2020年7月15日  | 日々のハーモニー                  | FROG MUSIC        | 夜明け -Be Alive- |
| 2020年7月29日  | dear DREAMER                      | FROG MUSIC        | 夜明け -Be Alive- |
| 2021年4月15日  | 意気揚々                          | FROG MUSIC        | 夜明け -Be Alive- |
| 2021年9月29日  | D can't stop it (feat. KAYLLY)    | FROG MUSIC        | 夜明け -Be Alive- |
| 2022年2月2日   | きっと神様は進めと言うだろう      | FROG MUSIC        | 夜明け -Be Alive- |
| 2022年6月1日   | カケヌケロ / TEE & HIPPY          | FROG MUSIC        | 夜明け -Be Alive- |
| 2023年3月1日   | We Can Make It                    | FROG MUSIC        | 夜明け -Be Alive- |
| 2023年3月29日  | 君に捧げる応援歌 〜YELL FOR YOU〜 | FROG MUSIC        | 夜明け -Be Alive- |
| 2023年11月12日 | PEACE STOCK / HIPPY&HITOMI        | AI.R LAND RECORDS |                   |
| 2024年1月1日   | ナガレボシ / HIPPY&HITOMI         | AI.R LAND RECORDS |                   |
| 2024年2月28日  | 威風堂々                          | FROG MUSIC        |                   |
| 2024年3月27日  | AMAZING LIFE / TEE & HIPPY        | FROG MUSIC        |                   |

参加
| 発売日        | タイトル                                    | 参加曲                  | 品番      | レーベル                |
| ------------- | ------------------------------------------- | ----------------------- | --------- | ----------------------- |
| 2015年4月22日 | Tee time 〜コラボ・ベスト〜                 | 着火MEN feat.HIPPY      | UMCK-1506 | Universal Sigma         |
| 2021年2月18日 | 山猿「旅立ち (feat. HIPPY)」                | 旅立ち (feat. HIPPY)    |           | PAC DA RECORDZ          |
| 2022年4月1日  | Sing Sing Rabbit「打上花火 (feat. HIPPY)」  | 打上花火 (feat. HIPPY)  |           | Singalong Entertainment |
| 2022年7月23日 | Sing Sing Rabbit「Pretender (feat. HIPPY)」 | Pretender (feat. HIPPY) |           | Singalong Entertainment |

## タイアップ
| 曲名                       | タイアップ | 収録CD                             |
| -------------------------- | --- | ---------------------------------- |
| RAINBOW                    | YouTube『ABTVnetwork AB-Radio』オープニング曲 エンディング曲                                                                                        | ミニアルバム『I’m HIPPY』          |
| チェンジ!                  | TOKYO MX ドラマ『原宿ドラゴン』エンディング曲 | アルバム『HIPPY DO IT!!』          |
| Baby Love 〜愛してる〜     | RCCテレビ『ランキンLand!』オープニングテーマ曲 | アルバム『HIPPY DO IT!!』          |
| Last Love                  | テレビ岩手『わくわくDokaaaan！』12月エンディングテーマ曲                                                                                            | アルバム『HIPPY DO IT!!』          |
| 君の笑顔                   | 広島テレビ『子育て応援団』テーマソング曲 | アルバム『HIPPY DO IT!!』          |
| NEW WORLD                  | サンヨー食品 サッポロ一番 オタフクお好みソース味焼そば CM                                                                                           | アルバム『HIPPY DO IT!!』          |
| HITSUJI                    | 広島ホームテレビ『恋とか愛とか（仮）』エンディング曲                                                                                                | アルバム『HomeBase〜ありがとう〜』 |
| TEE & HIPPY 「きんさいや」 | NHK広島放送局「広島かたすみ食堂」エンディング曲 | アルバム『HomeBase〜ありがとう〜』 |
| 君に捧げる応援歌           | 広島東洋カープ 高橋樹也投手 登場曲 | アルバム『HomeBase〜ありがとう〜』 |
| 君に捧げる応援歌           | 広島テレビ「WATCH 真相に迫る『I Believe 梵英心の挑戦』」（2019年10月26日）エンディング曲                                                            | アルバム『HomeBase〜ありがとう〜』 |
| 意気揚々                   | ほっともっとCM「仲良しOB 広島篇」 | アルバム『夜明け -Be Alive-』      |
| TEE/HIPPY 「dear DREAMER」 | 広島ホームテレビ「令和2年夏季広島県高等学校野球大会」テーマ曲 GAORA「ファイターズキャンプLIVE 2021」テーマ曲 田中豊樹（読売ジャイアンツ投手）登場曲 | アルバム『夜明け -Be Alive-』      |
| 四季彩-SHIKISAI-           | TSSスポーツ応援スペシャルムービーCM テーマソング | アルバム『夜明け -Be Alive-』      |
| D can’t stop it            | 広島ドラゴンフライズ 第3の公式テーマソング | アルバム『夜明け -Be Alive-』      |
| TEE/HIPPY 「カケヌケロ」   | お好み焼き屋「電光石火」CMソング | アルバム『夜明け -Be Alive-』      |
| We Can Make It             | 横浜DeNAベイスターズ 牧秀悟選手 登場曲 | アルバム『夜明け -Be Alive-』      |
| AMAZING LIFE               | 広島東洋カープ 小園海斗選手 登場曲 |                                    |

## 現在の出演

### テレビ
- ミュージックバラエティー『H♪LINE』（2015年4月 -2021年3月19日、広島ホームテレビ）MC
- “テッパン”話 仕入れました!広島かたすみ食堂（2018年4月 - 、NHK広島放送局）ナレーション
- テレビ派 コーナー「エキキタおもてなし課」、広島テレビ）リポーター
  - 月2回木曜（2019年11月 - 2020年3月）
  - 月曜（2020年3月30日 - ）
- 別冊ふクロとじ（2021年、中国放送）
- 広島工業大学presents（広島テレビ） - リポーター
  - 広島工業大学presents Campus Scope（2020年-2021年） - ヒッピー星人HIPPY
  - 広島工業大学presents キャンパスサーチ（2021年-2022年、広島テレビ） - 名探偵HIPPY
  - 広島工業大学presents Campus 見聞録（2022年-2023年） - 現代の広島へタイムスリップしたHIPPY殿
  - 広島工業大学presents HIPPY山のキャンパス場所（2023年-2024年） - HIPPY山（力士）
  - 広島工業大学presents HIPPYのHITV（2024年-2025年）
- 届け!ひろしま応援歌（2021年10月10日 - 、広島ホームテレビ）応援団長(MC)
- テレビ派 木曜マンスリーコメンテーター（2025年4月、広島テレビ）

### ラジオ
- ひろしま コイらじ（2018年4月4日 - 、NHK広島放送局ラジオ第1）水曜パーソナリティー

## 過去の出演

### テレビ
- ぽるぽるエンタ『H♪LINE』（2014年4月 - 2015年3月、広島ホームテレビ）MC
- 安眠サプリ開発バラエティ『デルゲーツ』（2015年 - 2017年3月、準レギュラー、広島ホームテレビ）
- テレビ映画『浮気なストリッパー』（2014年、RCCテレビ） - オカマ先生 役[22]
- テレビドラマ『果てしなき探偵』（前編2017年5月5日 / 後編2017年5月12日、広島ホームテレビ、監督：横尾初喜） - シマ 役（TEEとW主演）
- 恋とか愛とか（仮）（広島ホームテレビ）
  - Episode31｢面食いな女｣（2018年2月8日・3月1日） - 黒田 役
  - 舞台直前SP｢ハシゴする女｣（2019年1月） - 金井社長(36) 役
- 広島工業大学presents キャンパス SCOPE（2020年、広島テレビ）ヒッピー星人(リポーター)
- 広島ドラゴンフライズ応援番組 ドラチャレ!STU48 新春スペシャル（2022年1月2日）MC
- なるほどプレゼンター!花咲かタイムズ（2025年2月15日、CBCテレビ）ゲスト[23]
- NHKのど自慢 広島県三次市（2025年4月6日、NHK総合・ラジオ第1・FM）※初出演
- 十五彩景 被爆3世シンガーHIPPY 僕が伝える音楽と平和（2025年4月7日、広島テレビ）

### ラジオ
- voiceTOMO Music Smoothie 〜音楽のある生活〜 (2013年1月 - 6月、FMちゅーピー)
- ほっともっと presents「9ジラジ課外活動 HIPPYのハラペコ応援部」（2019年6月3日 - ）毎週月曜～木曜 22:55～

### CM
- 2015年 広島の野外フェス「うたたね」
- 広島テレビ住宅展示場TVCM ピッピえきや編
- 広島テレビ 東広島ハウジングフェア編
- 広島テレビ住宅宣言吉島編
- 広島テレビ住宅展示場TVCM 住宅宣言吉島編
- ゼロマリッジTVCM エキストラ出演
- 恋するマップ〜女子ちず〜（2018年）
- ほっともっと「仲良しOB 広島篇」（2019年）
- ほっともっと 広島限定 汁なし坦々丼（2019年）
- お好み焼き 電光石火（2022年）TEEと出演

### WEB
- ユーチューバー「MEGWIN」が運営している「BEGIRAGONS」チャンネルで「曜日対抗ゲーム動画合戦BEGIRAGONSES」という企画に参加している。「曜日対抗ゲーム動画合戦BEGIRAGONSES」では1位を獲得[24]。

### 舞台
- 2014年 劇団マージブル第1回作品 アグレッシブですけど、何か?!スピンオフ公演『多数決刑事〜松本裕見子殺人事件〜』
- 2015年 STUDIO MAPLE×男肉 du Soleil×劇団マージブル 合同公演『メテオ☆ヒッツ』
- 2016年 劇団マージブル『藁の中の七面鳥』
- 2016年 劇団マージブル×広島テレビ落語会『パンチ♪ライン』
- 2017年 劇団マージブル『ミクロ マッシーン』（バックビート広島）
- 2018年 『舞台 恋とか愛とか（仮） 2』（広島 アステールプラザ 多目的スタジオ）
- 2018年12月20日・21日・22日 劇団マージブル×グンジョーブタイ×広島ダンススタジオFLEX　ミュージカル『アナタの知らないセ界』（広島市南区民文化センター）主演・石川（幽霊、球団オーバーズの元応援団長） 役

### 映画
- 鯉のはなシアター（2018年9月7日広島先行公開 時川英之監督）
- 彼女は夢で踊る（2019年7月15日広島先行公開 時川英之監督）

### ミュージックビデオ
- HY「366日 広島ver.」お好み焼き屋 役
- ゆうちゃみ「あなたに捧げる応援歌」（2024年10月30日）[25]

### MC
- 2010年 ダンススクールHDC発表会 PutYaHandsUuuup!!! 5
- 2012年 ダンススクールHDC発表会 HIGH SCREAM vol.13
- 2012年 ダンススクールHDC発表会 HIGH SCREAM vol.14
- 2013年 ダンススクールHDC発表会 HIGH SCREAM vol.15
- 2014年 Westa HIROSHIMA 2014＠グリーンピアせとうち
- 2015年 Music Resort うたたね2015 Hiroshima